# Zlatitrap
Zlatitrap (bulgariska: Златитрап) är ett distrikt i Bulgarien.   Det ligger i kommunen obsjtina Rodopi och regionen Plovdiv, i den centrala delen av landet, 130 km sydost om huvudstaden Sofia.
I omgivningarna runt Zlatitrap växer i huvudsak blandskog. Runt Zlatitrap är det ganska glesbefolkat, med 50 invånare per kvadratkilometer.